# 4. maj
4. maj er dag 124 i året i den gregorianske kalender (dag 125 i skudår). Der er 241 dage tilbage af året.
Denne dag sætter man stearinlys i vinduerne om aftenen for at fejre befrielsen fra tyskerne i 1945 efter 5 års besættelse. Traditionen kommer af, at man ikke længere behøvede at bruge mørklægningsgardiner og begrænse brugen af lys, hvilket under besættelsen blev pålagt af tyskerne, da det skulle gøre det vanskeligere for de britiske bombefly at orientere sig når de fløj over Danmark for at angribe tyske eller tyskvenlige mål. 

### Begivenheder
Født - Dødsfald
- 1471 - Slaget ved Tewkesbury som en del af Rosekrigene
- 1780 - Epsom Derby (opkaldt efter Jarlen af Derby) afvikles for første gang.
- 1802 - Guldsmed Niels Heidenreich stjæler guldhornene fra Kongens Kunstkammer i København og smelter dem om. Denne udåd inspirerer Adam Oehlenschläger til sit romantiske digt.
- 1874 - Danmarks Lærerforening grundlægges.
- 1875 - De første kronesedler udstedes i værdierne 10, 50, 100 og 500 kroner.
- 1875   - Danmarks første socialistiske ledere, Pio, Brix og Geleff arresteres.
- 1896 - Første udgave af Daily Mail kommer på gaden.
- 1904 - Arbejdet på Panamakanalen indledes.
- 1904   - Carlsberg lancerer "Hof" pilsneren.
- 1904   - Den tyske fodboldklub FC Schalke 04 stiftes.
- 1907 - Loven om indførelse af metersystemet i Danmark vedtages.
- 1919 - KFUK-spejderne, senere De grønne pigespejdere, stiftes
- 1924 - I Paris åbnes de 8. olympiske lege med deltagelse af 44 nationer og 3.089 atleter.
- 1945 - Frihedsbudskabet udsendes: I BBC's danske udsendelse meddeler Johannes G. Sørensen kl. 20:36, at "de tyske tropper i Danmark, Holland og Nordvesttyskland har overgivet sig".
- 1949 - Næsten hele Torinos fodboldhold omkommer i et flystyrt i udkanten af Torino.
- 1979 - De konservative vinder parlamentsvalget i Storbritannien, og Margaret Thatcher bliver landets første kvindelige premierminister.
- 1981 - På skoleskibet "Georg Stage" påmønstrer de første kvindelige elever.
- 1981   - European Law Students' Association grundlægges i Wien af jurastuderende fra Østrig, Ungarn, Polen og Vesttyskland.
- 1982 - Engelske HMS Sheffield rammes og ødelægges af missil i Falklandskrigen.
- 1984 - 362 medlemmer af aktionsgruppen "Kulørte Klat" anholdes under en demonstration uden for Frihedsmuseet.
- 1990 - Letland erklærer sig selvstændig.
- 1994 - Den israelske premierminister Yitzhak Rabin og PLO's leder Yasser Arafat underskriver en aftale om palæstinensisk selvstyre til Gaza-striben og Jeriko.
- 1998 - Kriminalforsorgen meddeler, at livstidsfangen Palle Sørensen, som myrdede 4 betjente i 1965 efter 32,5 års fængsel, benådes og løslades.
- 2000 - Mere end en million computere verden over rammes af "ILOVEYOU" computervirusen.
- 2006 - Klokken 2 minutter og 3 sekunder over 1 angives tiden på følgende spøjse måde: 01:02:03 04/05-06.

### Født
- 1627 - Giuseppe Francesco Borri, italiensk eventyrer, profet, læge og alkymist (død 1695).
- 1655 - Bartolomeo Cristofori, italiensk musikinstrumentmager (død 1731).
- 1679 - Elisabeth Helene von Vieregg, dansk-tysk grevinde (død 1704).
- 1710 - Adolf Fredrik, konge af Sverige (død 1771).
- 1742 - Elisabeth Juel, dansk adelsdame (død 1803).
- 1772 - Friedrich Arnold Brockhaus, tysk forlægger (død 1823).
- 1773 - Johannes Krieger, dansk søofficer (død 1818).
- 1795 - Annestine Beyer, dansk pædagog (død 1884).
- 1812 - Edvard Bech, dansk-amerikansk fabrikant og konsul (død 1873).
- 1825 - Thomas Huxley, engelsk biolog (død 1895).
- 1826 - Frederic Edwin Church, amerikansk landskabsmaler (død 1900).
- 1849 - Mogens Frijs, dansk godsejer og politiker (død 1923).
- 1859 - Samuel Thomas Evans, britisk jurist
- 1860 - Bogi Thorarensen Melsteð, islandsk historiker (død 1929).
- 1868 - Axel Dam, dansk filosof og politiker (død 1936).
- 1873 - Julius Seyler, tysk kunstmaler og skøjteløber (død 1955).
- 1873 - Joe De Grasse, canadisk filminstruktør (født 1940).
- 1880 - Bruno Taut, tysk arkitekt (død 1938).
- 1881 - Aleksandr Kerenskij, russisk politiker og regeringsleder (død 1970).
- 1882 - Sylvia Pankhurst, britisk aktivist (død 1960).
- 1883 - Wang Jing-wei, kinesisk politiker (død 1944)
- 1883 - Nikolai Malko, russisk dirigent (død 1961).
- 1885 - Laurids Skands, dansk skuespiller (død 1934).
- 1889 - Nicolai Clausen, dansk soldat (død 1971).
- 1896 - Frits Schlegel, dansk arkitekt (død 1965).
- 1900 - Paul Holt, dansk seminarieforstander og politiker (død 1980).
- 1913 - Katharina af Grækenland, græsk prinsesse (død 2007).
- 1916 - Jane Jacobs, amerikansk forfatter (død 2006).
- 1916 - Lis Allentoft, dansk skuespillerinde (død 2011).
- 1921 - Mircea Basarab, rumænsk komponist, professor, lærer og dirigent (død 1995).
- 1923 - Eric Sykes, britisk komiker (død 2012).
- 1924 - Aksel Rasmussen, dansk skuespiller (død 2011).
- 1925 - Turf Wenneberg, dansk filmfotograf (død 2016).
- 1925 - Vincent Lind, dansk biskop og modstandsmand (død 2007).
- 1926 - Sonny Payne, amerikansk jazztrommeslager (død 1979).
- 1928 - Hosni Mubarak, egyptisk præsident (død 2020).
- 1929 - Johan Otto von Spreckelsen, dansk arkitekt (død 1987).
- 1929 - Audrey Hepburn, belgiskfødt skuespiller (død 1993).
- 1934 - Frederik van Pallandt, hollandsk skuespiller og tekstforfatter (død 1994).
- 1936 - Kirsten Boman, dansk psykolog og forfatter (død 2019).
- 1936 - Harry Hansen, dansk borgmester.
- 1937 - Ulla Ryum, dansk forfatter (død 2022).
- 1937 - Ron Carter, amerikansk bassist.
- 1937 - Morten Langkilde, dansk fotograf.
- 1939 - Amos Oz, israelsk forfatter (død 2018).
- 1941 - Jannik Hastrup, dansk tegnefilmskaber.
- 1941 - Bent Axel Olesen, dansk maler.
- 1943 - Pi Michael, dansk tv-producer.
- 1943 - Ole Fejerskov, dansk rektor, professor og dr. odont.
- 1943 - Gunnar Korsbæk, dansk borgmester.
- 1945 - Inge Juul Hansen, dansk balletdanser.
- 1947 - Richard Jenkins, amerikansk skuespiller.
- 1948 - Niels Christian Sidenius, dansk rektor.
- 1949 - Lone Møller, dansk folketingsmedlem (død 2023).
- 1950 - Søren Berlev, dansk trommeslager i Gasolin'.
- 1950 - Niels Juhl Bundgaard Jensen, dansk kongelig skovrider.
- 1950 - Ole G. Mouritsen, dansk professor og dr.scient.
- 1950 - Jørgen Nørby, dansk politiker.
- 1951 - Ole Henriksen, dansk kosmetolog.
- 1953 - Henrik Bunde Kudsk, kommandør.
- 1953 - Till Roenneberg, tysk professor i chronobiologi.
- 1953 - Michael Di Pasqua, amerikansk trommeslager og percussionist (død 2016).
- 1954 - Per Fink, dansk professor og læge.
- 1955 - Benedikt Jóhannesson, islandsk erhvervsmand og politiker.
- 1956 - Thomas Ubbesen, journalist og forfatter.
- 1957 - Soozie Tyrell, amerikansk violinist.
- 1958 - Keith Haring, amerikansk popkunstner (død 1990).
- 1959 - Allan Polack, dansk erhvervsleder.
- 1959 - Lars Erik Clausen, dansk erhvervsleder.
- 1960: Werner Faymann, østrigsk kansler.
- 1961 - Luis Herrera, columbiansk cykelrytter
- 1961 - Peter Bartram, dansk general.
- 1962 - Chris Penny, amerikansk roer.
- 1964 - Anne Voight Christiansen, dansk skuespiller.
- 1964 - Gary Holt, amerikansk musiker.
- 1965 - Gorm Wesing Flyvholm, dansk erhvervsleder.
- 1965 - Henrik Lehmann Andersen, dansk erhvervsleder.
- 1965 - Petr Šiška, tjekkisk musiker og tv-vært.
- 1966 - Harald T. Nesvik, norsk politiker.
- 1968 - Jan Holpert, tysk håndboldspiller.
- 1969 - Lars Lungi Sørensen, dansk fodboldtræner og -spiller.
- 1969 - Vitaliy Parakhnevych, tadjikisk fodboldspiller.
- 1970 - Will Arnett, canadisk skuespiller.
- 1972: Lotte Hansen, dansk politolog og journalist.
- 1972 - Mike Dirnt, amerikansk bassist i bandet Green Day.
- 1973 - Giuseppe Zappella, italiensk fodboldspiller.
- 1973 - Rikarudo Higa, japansk fodboldspiller.
- 1973 - Guillermo Barros Schelotto, argentinsk fodboldtræner og -spiller.
- 1975 - Andy Khachaturian, amerikansk trommeslager.
- 1975 - Pablo Ruiz, argentisk sanger og skuespiller.
- 1976 - Mariusz Jurasik, polsk håndboldspiller.
- 1977 - Noriko Baba, japansk fodboldspiller.
- 1977 - Takashi Sakurai, japansk fodboldspiller.
- 1977 - Mariano Pernía, argentisk fodboldspiller.
- 1979 - Lance Bass, amerikansk sanger.
- 1980 - Koji Matsuura, japansk fodboldspiller.
- 1980 - Masashi Oguro, japansk fodboldspiller.
- 1981 - Eric Djemba-Djemba, camerounsk fodboldspiller.
- 1981 - Aleksandr Kolobnev, russisk cykelrytter.
- 1981 - David de la Fuente, spansk cykelrytter.
- 1982 - Thomas Hwan, dansk skuespiller.
- 1982 - Stina Mølgaard, dansk skuespiller.
- 1983: Ane Halsboe-Jørgensen, dansk folketingsmedlem og minister.
- 1984 - Maria Hesselager, dansk romanforfatter.
- 1985 - Mitsuyuki Yoshihiro, japansk fodboldspiller.
- 1985 - Minik Dahl Høegh, grønlandsk håndboldspiller.
- 1985 - Megan Guarnier, amerikansk cykelrytter.
- 1985 - Fernandinho, brasiliansk fodboldspiller.
- 1986 - Hallgrímur Jónasson, islandsk fodboldspiller.
- 1987 - Francesc Fàbregas Soler, spansk fodboldspiller.
- 1987 - Gunnar Steinn Jónsson, islandsk håndboldspiller.
- 1987 - Anna Kotjetova, russisk håndboldspiller.
- 1988 - Mihaela Buzărnescu, rumænsk tennisspiller.
- 1988 - Radja Nainggolan, belgisk fodboldspiller.
- 1988 - Oleksandr Abramenko, ukrainsk skiløber.
- 1989 - Dianna Cowern, amerikansk fysiker, youtuber og videnskabsformidler.
- 1989 - Amina Sankharé, senegalesisk håndboldspiller.
- 1989 - Dániel Gyurta, ungarsk svømmer.
- 1989 - Kasper Sand Kjær, dansk folketingsmedlem.
- 1990 - Beatriz Escribano, spansk håndboldspiller.
- 1990 - Markus Olsson, svensk håndboldspiller.
- 1990 - Irina Falconi, amerikansk tennisspiller.
- 1992 - Shogo Omachi, japansk fodboldspiller.
- 1993 - Kohei Yamakoshi, japansk fodboldspiller.
- 1993 - Taisuke Mizuno, japansk fodboldspiller.
- 1993 - Shuto Kono, japansk fodboldspiller.
- 1993 - Aisuluu Tynybekova, kirgisisk bryder.
- 1994 - Zhu Yaming, kinesisk trespringer.
- 1994 - Jesper Konradsson, svensk håndboldspiller.
- 1994 - Alexander Gould, amerikansk skuespiller.
- 1995 - Masatoshi Ishida, japansk fodboldspiller.
- 1997 - Nathalie Björn, svensk fodboldspiller.
- 1997 - Ben Dolic, slovensk sanger.
- 1999 - André Drege, norsk cykelrytter.
- 2002 - Anastasija Petryk, ukrainsk sanger.
- 2009 - Prins Henrik, dansk prins

### Dødsfald
- 1776 - J.F.J. Saly, fransk-dansk billedhugger (født 1717).
- 1864 - Johan Anton Frederik Hoffmann, dansk officer (født 1818)
- 1911 - Adolph Woermann, tysk forretningsmand og politiker (født 1847)
- 1938 - Carl von Ossietsky, tysk pacifist og modtager af Nobels fredspris (født 1889).
- 1941 - Jørgen Olrik, dansk historiker (født 1875).
- 1955 - Georges Enesco, rumænsk komponist (født 1881).
- 1980 - Josip Broz Tito, jugoslavisk præsident (født 1892).
- 1987 - Paul Butterfield, amerikansk bluesmusiker (født 1942).
- 1990 - Anders Boserup, dansk fysiker og sociolog (født 1940).
- 2007 - Flemming Quaade, dansk læge og forsker (født 1923).
- 2013 - Otis R. Bowen, guvernør i Indiana samt sundhedsminister under Reagan (født 1918).
- 2024 - Peter Abrahamsen, dansk sanger og sangskriver (født 1941).

|  | Denne datoartikel kan blive bedre, hvis der indsættes et (bedre) billede Du kan hjælpe ved at afsøge Wikimedia Commons for et passende billede eller uploade et godt billede til Wikimedia Commons iht. de tilladte licenser og indsætte det i artiklen. |